# Andriy Melnyk
Pour les articles homonymes, voir Melnik.
Andriy Atanassovytch Melnyk (en ukrainien : Андрій Атанасович Мельник), né le 12 décembre 1890 à Volia Yakubova près de Drohobytch en Galicie austro-hongroise et mort le 1er novembre 1964 à Clervaux en Luxembourg, est un homme politique et militaire, notamment membre de l'Organisation militaire ukrainienne puis de l'Organisation des nationalistes ukrainiens.

## Combats pour l'indépendance
Andriy Melnyk fit ses études à l'école supérieure d'agriculture de Vienne de 1912 à 1914 mais celles-ci furent interrompues par le déclenchement de la Première Guerre mondiale. Il se porta alors volontaire pour rejoindre la Légion ukrainienne des tirailleurs de la Sitch dans l'Armée Austro-hongroise. Il devint commandant de compagnie et participa aux batailles de Makiïvka et de Lysonia avant d'être fait prisonnier en septembre 1916 par les forces russes puis interné à Tsaritsyne et dans d'autres endroits.
En captivité, Andriy Melnyk devint un confident de Yevhen Konovalets. Fin 1917, après avoir échappé à son emprisonnement, il fut l'un des organisateurs d'un bataillon de l'unité des fusiliers de la Sitch à Kiev et y occupa plusieurs postes. À partir de janvier 1919, il fut chef d'état-major de l'Armée populaire ukrainienne.

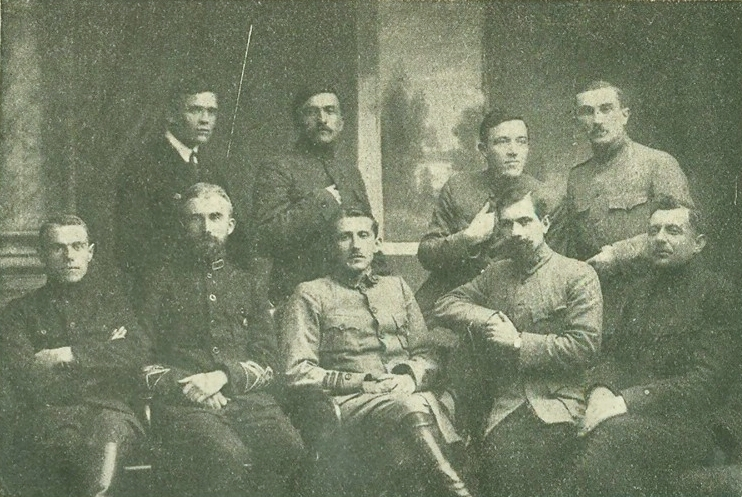
L'état-major de la Sitch vers 1920, assis de gauche à droite Mykhailo Matchak, Andrii Melnyk, Yevhen Konovalets, Roman Souchko, Ivan Dankiv ; debout de gauche à droite : Ivan Androukh, Roman Dachkevitch, Vassyl Koutchabskyi, Yaroslav Tchyj.

Après une courte période en tant que prisonnier de guerre polonais, il devint attaché militaire de la République populaire ukrainienne et vécut à Prague et à Vienne de 1920 à 1921. Il y terminera ses études de sylviculture. À partir de 1922, il vécut en Galicie.

## Engagement nationaliste
Andriy Melnyk assuma le commandement de l'Organisation militaire ukrainienne (UVO) à partir de 1922 en Galicie, après que Yevhen Konovalets a quitté le pays et mis en place son centre de commandement à l'étranger. Au printemps 1924 Andriy Melnyk fut arrêté et condamné à cinq ans d'emprisonnement pour ses activités dans l'UVO. Fin 1928 il fut libéré, en partie grâce aux efforts déployés par le président en exil du Directoire de la République populaire ukrainienne Andry Livytsky.
De 1933 à 1938 Andriy Melnyk fut à la tête d'une association catholique de la jeunesse ukrainienne, participa à la Société Moloda Hromada, maintint son réseau nationaliste et ses activités. Après l'assassinat de Yevhen Konovalets en 1938, Andriy Melnyk migra à l'étranger ou il fut à la tête de l'Organisation des nationalistes ukrainiens (OUN).
Sa position de responsable de l'OUN fut officiellement ratifiée en août 1939 lors de la Deuxième grande Assemblée à Rome. Mais il ne parvint pas à conserver l'allégeance de l'ensemble des membres de l'OUN. En 1940, une faction dirigée par Stepan Bandera se retira afin d'entreprendre une politique et des actions plus radicales. De cette scission émergèrent les Melnykistes (OUN-M) et les Banderistes (OUN-B).
Dès 1941, Andriy Melnyk fut maintenu en résidence surveillée par les Allemands avant d'être emprisonné à Sachsenhausen en 1944. C'est au cours de cette période qu'Andriy Melnyk assura la coordination des activités de son UPA sur le sol ukrainien par l'intermédiaire de son adjoint Oleh Oljytch. 
En janvier 1942, il fait partie du groupe de personnalités ukrainiennes comme Mykola Velychkivsky,  Andry Livytsky, le général Mikhaïlo Omelianovitch-Pavlenko et le Métropolite Andrey Sheptytsky, qui soumit à Adolf Hitler un mémorandum demandant la fin des destructions allemandes en Ukraine. 
En 1944, face à l'avancée de l'Armée rouge, les Allemands, changeant de politique vis-à-vis de l'Europe orientale. Andriy Melnyk fait partie des prisonniers internés dans des camps de concentration, libérés par les allemands dans le but d'en faire des alliés de circonstance. Ainsi soutint-il le Comité national ukrainien tandis que Stepan Bandera prit ses distances.

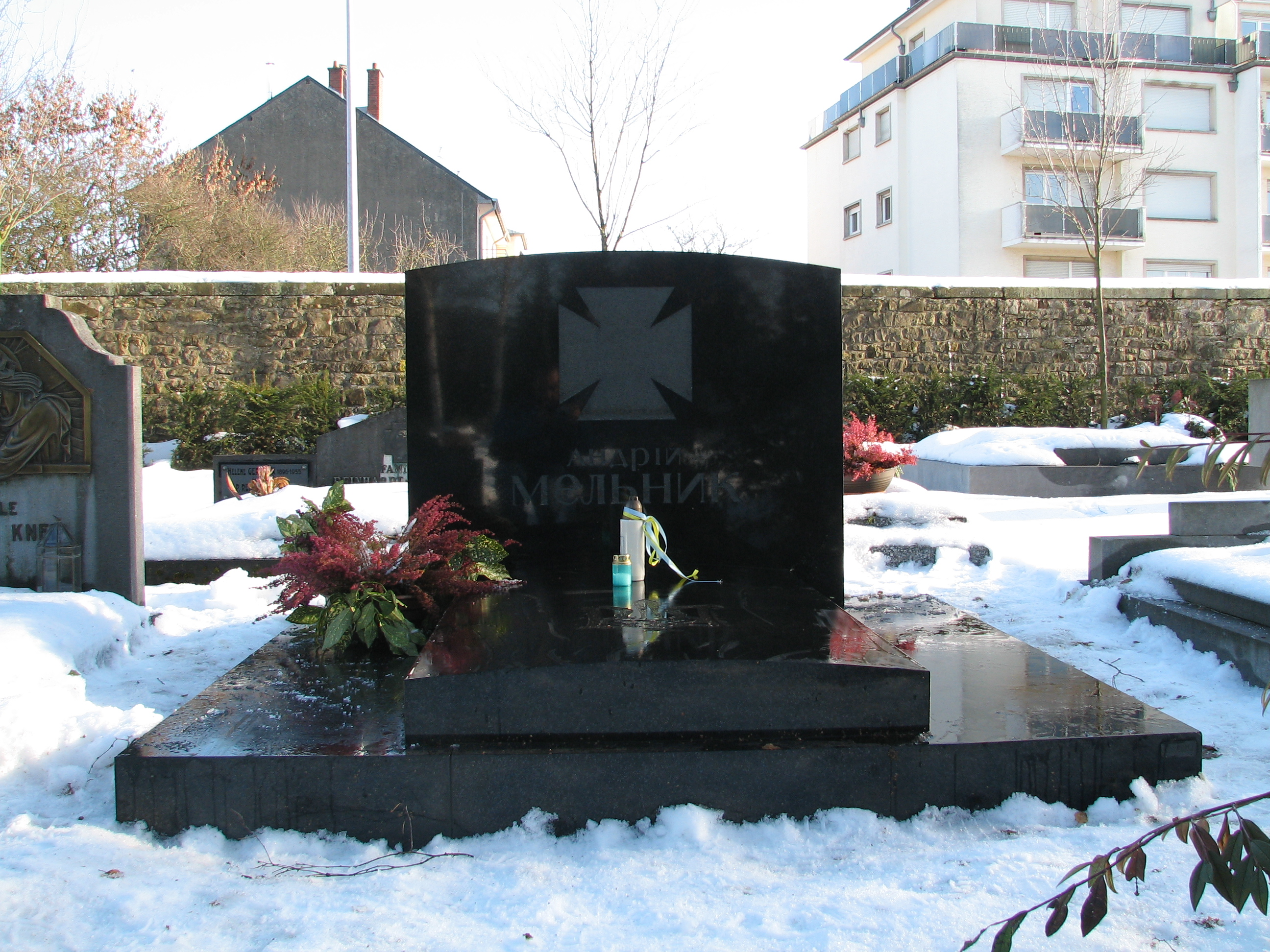
Tombe de Andriy Melnyk

Après la guerre, il vécut au Luxembourg.
Andriy Melnyk travailla à la consolidation de la vie politique ukrainienne et y joua un rôle prépondérant. Il proposa en 1957 la mise en place d'un Congrès mondial ukrainien, celui-ci prit forme en 1967 avec la création du Congrès mondial ukrainien de la liberté. Andriy Melnyk fut aussi l'auteur d'articles historiques sur la lutte pour l'indépendance ukrainienne. 
Un livre commémoratif en son honneur, sous la direction de Marko Antonovytch fut publié en 1966. 
Andriy Melnyk s'éteignit en 1967.
Une monographie sur sa vie, éditée par Zynovii Knysh, parut en 1974 et une collection de ses souvenirs en 1991 à Lviv.